# Daniel Thomas Barry
Daniel Thomas Barry dr. (Norwalk, Connecticut, 1953. december 30. –) amerikai mérnök, tudós, űrhajós.

## Életpálya
1975-ben a Cornell Egyetemen (Ithaca, New York) villamosmérnöki diplomát szerzett. 1977-ben a Princetoni Egyetem doktorált (Ph.D.). 1980-ban az University of Miami keretében orvosi diplomát kapott. Adjunktus a Michigan Medical Centerben. 1985-1987 között a Marine Biological Laboratory Woods Hole kutatója (vázizom fiziológiája). 1986-1987 között társigazgatója a Grass Foundation Fellowship Programnak (biológiai jelfeldolgozás). Öt szabadalom tulajdonosa. Két tudományos folyóirat szerkesztőbizottságának tagja.
1992. március 31-től a Lyndon B. Johnson Űrközpontban részesült űrhajóskiképzésben. Az Űrhajós Iroda megbízásából a Shuttle Avionics Integrációs Laboratory tudósa, a NASA Biomedical Research Institute (NSBRI) igazgatósági tagja, a NASDA képviselője. Három űrszolgálata alatt összesen 30 napot, 14 órát és 27 percet (734 óra) töltött a világűrben. Négy űrsétán (kutatás, szerelés) összesen 25 óra és 53 percet töltött az űrrepülőgépen kívül. Űrhajós pályafutását 2005 áprilisában fejezte be.

## Űrrepülések
- STS–72, az Endeavour űrrepülőgép 10. repülésének küldetésfelelőse. 10 hónappal korábban Japánból indult Space Flyer Unit (SFU) csillagvizsgáló űreszközt, valamint az OAST–Flyer platformot a robotkarral visszanyerték és visszaszállították a Földre. Első űrszolgálata alatt összesen 8 napot, 22 órát és 01 percet (214 óra) töltött a világűrben. Első űrséta (kutatás, szerelés) alatt összesen 6 óra 9 percet töltött az űrrepülőgép rakterében. 6 000 000 kilométert (3 700 000 mérföldet) repült, 142 kerülte meg a Földet.
- STS–96, a Discovery űrrepülőgép 26. repülésének küldetésfelelőse. A második járat a Nemzetközi Űrállomásra (ISS). Szállított 4 tonna logisztikai felszerelést és ellátmányt a hosszútávú szolgálat biztosításához. Visszafelé szemetet szállított. Második űrszolgálata alatt összesen 9 napot, 19 órát és 13 percet (235 óra) töltött a világűrben. Egy űrséta (kutatás, szerelés) alatt összesen 7 óra 55 percet töltött a világűrben. 6 000 000 kilométert (3 700 000 mérföldet) repült, 154 kerülte meg a Földet.
- STS–105, a Discovery űrrepülőgép 30. repülésének küldetésfelelőse. 11. küldetés az ISS fedélzetére. Kipakolták az olasz MPLM teherűrhajó 4082 kilogramm rakományát. Harmadik űrszolgálata alatt összesen 11 napot, 21 órát és 13 percet (285 óra) töltött a világűrben. Kettő űrséta alatt összesen 11 óra és 45 percet töltött az űrállomáson kívül. 6 900 000 kilométert (4 900 000 mérföldet) repült, 185 alkalommal kerülte meg a Földet.